# ميخائيل أوكس
ميخائيل أوكس (بالإنجليزية: Michael Oakes)‏ هو لاعب كرة قدم بريطاني في مركز حراسة المرمى، ولد في 30 أكتوبر 1973 في نورثويتش ‏ في المملكة المتحدة. شارك مع منتخب إنجلترا تحت 21 سنة لكرة القدم. أما مع النوادي، فقد لعب مع أستون فيلا وكارديف سيتي ونادي ترانمير روفرز ونادي سكاربورو ونادي غلوستر سيتي ووولفرهامبتون واندررز.

## وصلات خارجية
- ميخائيل أوكس على موقع قاعدة بيانات كرة القدم.إي يو (الإنجليزية)
- ميخائيل أوكس على موقع Soccerbase.com (لاعب) (الإنجليزية)
- ميخائيل أوكس على موقع عالم كرة القدم.نت (الإنجليزية)